# オブリスコ・キャピタル
オブリスコ・キャピタル（アラビア語：أُوبْلِيسْكُو كَابِيتَالِي；英語：Oblisco Capitale）は、エジプトの新行政首都に建設することが認可されているメガトールの超々高層ビル。エジプトの国家戦略であるエジプト・ビジョン2030の一環として2018年に建設が発表されたこのビルは、2025年1月現在の世界最高層ビルであるブルジュ・ハリファの高さを超えることを目指しており、高さ1,000メートルとなる計画である。
設計はギーザを拠点とするエジプトの建築会社IDIAが担当する。このビルはファラオのオベリスクに似た特徴的な外観を呈するほか、ナイル川を象徴する水路が設けられる。内部は210階建てで、住宅区画やアパート式ホテル、店舗、飲食店などの多様な設備を備えており、賑わいのある複合用途施設として位置づけられている。

## 位置
オブリスコ・キャピタルは戦略的視点から新行政首都の中心業務地区に建てられているが、これはこの地区の景観を大きく向上させると共に、地区の象徴的なランドマークとしての機能を有する。

## 設計・意匠
オブリスコ・キャピタルの建築デザインは、ファラオ様式とアール・デコを折衷したものである。ビルの意匠には古代エジプトのオベリスクに見られる伝統的な造形を多用しており、現代的な野心と歴史への崇敬の念の融合を体現するものである。特筆すべきは太陽の軌道に合わせて回転するルーバーで、エネルギー効率の最適化と熱放射の抑制を企図しており、LEED認証の取得が期待されている。
ファサード部分は、古代エジプト文化では重要な象徴であり、何千年もの間ナイル川沿いで繁茂してきたヨザキスイレンの意匠から着想を得ている。ヨザキスイレンを起用した意匠は、オブリスコ・キャピタルが歴史的背景に敬意を払いつつも、現代的な建築の革新性を取り入れていることを際立たせるものである。また、緑のテラスや共同利用空間も計画されており、環境の持続可能性とコミュニティへの参加を促進するものである。